# Berkleasmium
Berkleasmium is een geslacht van schimmels uit de orde Pleosporales. De typesoort is Berkleasmium cordeanum. 

## Soorten
Volgens Index Fungorum telt het geslacht 44 soorten (peildatum maart 2024):
| Soortnaam                    | Auteur(s)                                           | Publicatiejaar |
| ---------------------------- | --------------------------------------------------- | -------------- |
| Berkleasmium aquaticum       | (Y.Z. Lu, Boonmee & K.D. Hyde) Y.Z. Lu              | 2018           |
| Berkleasmium ariense         | Rajeshk. & Marathe                                  | 2017           |
| Berkleasmium atroapicale     | Whitton, McKenzie & K.D. Hyde                       | 2012           |
| Berkleasmium atrovirens      | G.Z. Zhao & T.Y. Zhang                              | 2004           |
| Berkleasmium concinnum       | (Berk.) S. Hughes                                   | 1958           |
| Berkleasmium conglobatum     | (Cooke & Ellis) R.T. Moore                          | 1959           |
| Berkleasmium cordeanum       | Zobel                                               | 1854           |
| Berkleasmium correae         | H.Y. Yip                                            | 1988           |
| Berkleasmium corticola       | (P. Karst.) R.T. Moore                              | 1961           |
| Berkleasmium crunisia        | Pinnoi                                              | 2007           |
| Berkleasmium daphniphylli    | K. Zhang & X.G. Zhang                               | 2009           |
| Berkleasmium dudkae          | E.S. Hüseyın & Selçuk                               | 2014           |
| Berkleasmium fusiforme       | G.Z. Zhao                                           | 2013           |
| Berkleasmium granulosum      | (Durieu & Mont.) R.T. Moore                         | 1959           |
| Berkleasmium guangxiense     | (Y.Z. Lu, Boonmee & K.D. Hyde) Y.Z. Lu              | 2018           |
| Berkleasmium inflatum        | Hol.-Jech.                                          | 1987           |
| Berkleasmium juglandis       | (Melnik) G.Z. Zhao                                  | 2013           |
| Berkleasmium latisporum      | (Y.Z. Lu, Boonmee & K.D. Hyde) Y.Z. Lu              | 2018           |
| Berkleasmium leonense        | M.B. Ellis                                          | 1976           |
| Berkleasmium lingula         | R.T. Moore                                          | 1961           |
| Berkleasmium longisporum     | Y.Z. Lu, J.C. Kang & K.D. Hyde                      | 2018           |
| Berkleasmium micronesiacum   | Matsush.                                            | 1981           |
| Berkleasmium minutissimum    | (Peck) R.T. Moore                                   | 1961           |
| Berkleasmium monilicellulare | (Matsush.) Whitton, McKenzie & K.D. Hyde            | 2012           |
| Berkleasmium moriforme       | (Peck) R.T. Moore                                   | 1961           |
| Berkleasmium nigroapicale    | Bussaban, Lumyong, P. Lumyong, McKenzie & K.D. Hyde | 2001           |
| Berkleasmium obovoides       | G.Z. Zhao                                           | 2013           |
| Berkleasmium opacum          | R.T. Moore                                          | 1961           |
| Berkleasmium osmaniae        | P.Rag. Rao & D. Rao                                 | 1964           |
| Berkleasmium pandani         | McKenzie                                            | 2008           |
| Berkleasmium parmeliellae    | Etayo & Diederich                                   | 1995           |
| Berkleasmium phyllostachydis | Matsush.                                            | 1983           |
| Berkleasmium pulchrum        | Hol.-Jech. & Mercado                                | 1984           |
| Berkleasmium sansevieriae    | Bat., J.L. Bezerra & Cavalc.                        | 1962           |
| Berkleasmium sinense         | Joanne E. Taylor, K.D. Hyde & E.B.G. Jones          | 2003           |
| Berkleasmium sutheppuiense   | Bussaban, Lumyong, P. Lumyong, McKenzie & K.D. Hyde | 2001           |
| Berkleasmium taishanense     | G.Z. Zhao & T.Y. Zhang                              | 2004           |
| Berkleasmium talaumae        | Bat. & Cavalc.                                      | 1964           |
| Berkleasmium tetraploides    | G.Z. Zhao                                           | 2013           |
| Berkleasmium thailandicum    | (Tanney & A.N. Mill.) Y.Z. Lu & K.D. Hyde           | 2018           |
| Berkleasmium triglochinis    | (Berk. & Broome) R.T. Moore                         | 1961           |
| Berkleasmium tropicale       | E.F. Morris                                         | 1972           |
| Berkleasmium typhae          | Somrith. & E.B.G. Jones                             | 2003           |
| Berkleasmium zhejiangense    | Wongs., H.K. Wang, K.D. Hyde & F.C. Lin             | 2009           |